# Giovanni Battista Bianco
Giovanni Battista Bianco (fl. XVIII-XIX secolo) è stato un nobile italiano, conte di Saint-Jorioz o Saint-Jorieau dal 1791, sindaco di Torino nel 1796.

## Biografia
Avvocato, nel 1792 fu assessore al magistrato della riforma dell'Università di Torino.
Nel 1795 fu sindaco di Torino insieme a Filippo Grimaldi del Poggetto, trovandosi a dover gestire i problemi delle insufficienti scorte di grano e dell'incremento di popolazione dovuto all'arrivo di contadini poveri dalle campagne circostanti. Per queste ragioni i sindaci allestirono tre stalle per ricoverare i senzatetto ed evitare le morti per assideramento e aprirono due macellerie comunali per vendere la carne a prezzo calmierato.
Sposò Paola Giuseppina Peyretti di Condove.
Il figlio Carlo Angelo (1795-1843) fu tra gli organizzatori dei moti del 1821 e successivamente membro della carboneria internazionale.